# Paris sextonde arrondissement

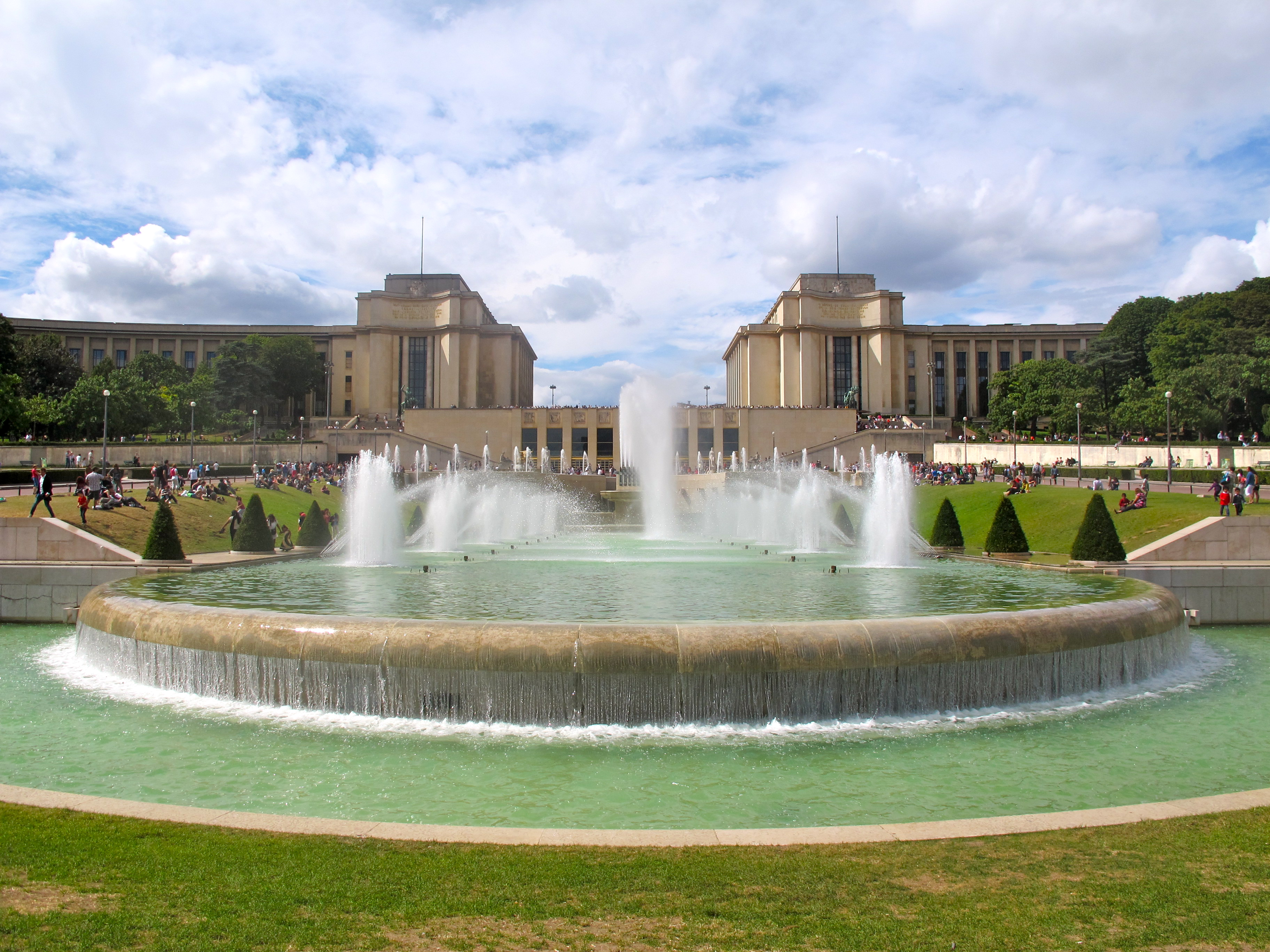
Fontaine du Trocadéro.

16:e arrondissementet är ett av 20 arrondissement i Paris. I området finns ett stort antal internationella ambassader. Fotbollsarenan Parc des Princes ligger i området, vilket är Paris Saint-Germain FC hemarena.
Sextonde arrondissementet består av fyra distrikt: Auteuil, Muette, Porte-Dauphine och Chaillot.

## Kyrkobyggnader
- Notre-Dame-de-Grâce de Passy
- Notre-Dame-de-l'Assomption de Passy
- Saint-Honoré-d'Eylau
- Saint-Pierre-de-Chaillot
- Notre-Dame-d'Auteuil
- Sainte-Jeanne-de-Chantal
- Saint-François-de-Molitor